# Jack Hall
John Jack Hall (South Shields, 6 mei 1885-?) was een Engels voetbalcoach die actief was in Nederland.
Hall trainde Feyenoord van 1926 tot 1929 en aansluitend PSV tot 1935. Vervolgens trainde hij één seizoen Willem II. In 1937 was hij trainer van VUC en van 1939 tot het uitbreken van de Tweede Wereldoorlog in 1940 was hij wederom trainer van Feyenoord. Hij werd zowel met Feyenoord (1928) als PSV (1935) landskampioen.